# Szojuz T–10
A Szojuz T–10 háromszemélyes T (oroszul: transzportnij, „szállító”) szovjet űrhajó, amiben űrruhában is elfértek a program résztvevői.

## Küldetés
A Szaljut–7 űrállomás legénységének szállítása. Az 5. űrvállalkozás a Szaljut–7 űrállomás elérésére. 1984. február 8-án indult a bajkonuri űrrepülőtérről. Az érkező űrhajósoknak előbb be kellett üzemelnie a minimális funkciókkal üzemelő űrállomást. Három űrséta alatt helyreállítottak egy üzemanyag-vezetéket, ami az előző üzemben megrepedt. Oleg Atkov orvos volt a felelős az egészségügyi vizsgálatokért, kutatásért.
Visszatéréskor az űrhajó 1984. április 11-én landolt Zsezkazgantól 160 km-re.
Az Interkozmosz a Szovjetunió és kelet-európai országok, később további szerződő felek közös űrkutatási programja keretében a Szojuz T–11 fedélzetén három űrhajós indult a Szaljut–7 űrállomásra, köztük India első űrhajósa. Visszafelé a Szojuz T–10 űrhajóval érkeztek a Földre.

## Személyzet
- Leonyid Gyenyiszovics Kizim parancsnok
- Vlagyimir Alekszejevics Szolovjov űrhajós pilóta, repülőmérnök
- Oleg Jurjevics Atkov kutató orvos, űrhajós

### Látogató személyzet
- Jurij Vasziljevics Malisev parancsnok
- Gennagyij Mihajlovics Sztrekalov fedélzeti mérnök
- Rakesh Sharma kutatóűrhajós

### Tartalék személyzet
- Vlagyimir Vlagyimirovics Vaszjutyin parancsnok
- Viktor Petrovics Szavinih űrhajós pilóta
- Valerij Vlagyimirovics Poljakov kutatóűrhajós